# Pascal Miézan
Pascal Okon Aka Miézan (ur. 3 kwietnia 1959 w Gagnoa – zm. 31 lipca 2006 w Abidżanie) – iworyjski piłkarz grający na pozycji pomocnika. W swojej karierze grał w reprezentacji Wybrzeża Kości Słoniowej.

## Kariera klubowa
Swoją karierę piłkarską Miézan rozpoczął w klubie Africa Sports National z Abidżanu, w którym zadebiutował w 1975 roku i grał w nim niemal do końca swojej kariery, czyli do 1990 roku. W sezonie 1985/1986 był piłkarzem belgijskiego Lierse SK. Wraz z Africa Sports National wywalczył dziewięć tytułów mistrza Wybrzeża Kości Słoniowej w sezonach 1977, 1978, 1982, 1983, 1985, 1986, 1987, 1988 i 1989 oraz zdobył dziewięć Pucharów Wybrzeża Kości Słoniowej w sezonach 1977, 1978, 1979, 1981, 1982, 1985, 1986, 1989 i 1993. W 1992 roku zdobył z nim Puchar Zdobywców Pucharów i Superpuchar Afryki.

## Kariera reprezentacyjna
W reprezentacji Wybrzeża Kości Słoniowej Miézan zadebiutował w 1977 roku. Brał udział w Pucharze Narodow Afryki 1980, na którym zagrał w trzech meczach grupowych: z Egiptem (1:2), z Nigerią (0:0) i z Tanzanią (1:1).
Z kolei w 1984 roku był w kadrze na Puchar Narodów Afryki 1984. Na tym turnieju wystąpił w trzech grupowych meczach: z Togo (3:0), z Egiptem (1:2), w którym strzelił gola i z Kamerunem (0:2).
W 1986 roku Miézan wziął udział w Pucharze Narodów Afryki 1986, na którym rozegrał dwa mecze: grupowy z Egiptem (0:1) i o 3. miejsce z Marokiem (3:2).
W 1988 roku Miézan został powołany do kadry na Puchar Narodów Afryki 1988. Wystąpił na nim w jedynie w grupowym meczu z Algierią (1:1).
W 1990 roku Miézana powołano do kadry na Puchar Narodów Afryki 1990. Na tym turnieju nie wystąpił ani razu. Ostatni mecz w kadrze narodowej rozegrał w 1988 roku. Rozegrał w niej 32 mecze i strzelił 3 gole.